# Le Bras de fer
Pour les articles homonymes, voir Bras de Fer (homonymie).
Pour plus de détails, voir Fiche technique et Distribution.
Le Bras de fer (P.K. and the Kid) est un film américain réalisé par Lou Lombardo, sorti en 1987.

## Fiche technique
- Titre : Le Bras de fer
- Titre original : P.K. and the Kid
- Réalisation : Lou Lombardo
- Scénario : Neal Barbera
- Photographie : Edmond L. Koons
- Montage : Tony Lombardo
- Musique : James Horner
- Pays de production : États-Unis
- Format : Couleurs - Mono
- Genre : drame
- Durée : 89 minutes
- Date de sortie : 1987

## Distribution
- Paul Le Mat : Kid Kane
- Molly Ringwald : P.K. Bayette
- Alex Rocco : Les
- Charles Hallahan : Bazooka
- John DiSanti : Benny
- Fionnula Flanagan : Flo
- Bert Remsen : Al
- Leigh Hamilton (en) : Louise
- John Madden : Lui-même
- John Matuszak : Lui-même
- Esther Rolle : Mim